# لوسي هاداشوفا
لوسي بيدناوفا هاداشوفا (مواليد 8 يوليو 1986 ستراجنیتسه) عارضة أزياء وحاملة لقب ملكة جمال توجت مسابقة ملكة جمال التشيك 2007. ثم مثلت في مسابقة ملكة جمال الكون 2007 في المكسيك ، حيث احتلت المركز الثاني عشر (أفضل 15).

## نشأتها
تخرجت من كلية الأعمال والفنادق في برنو. درست في جامعة القانون التطبيقي في برنو في عام 2007. اعترفت بأنها خضعت لعملية جراحية في الثدي في برنو في ديسمبر 2007. منذ صيف عام 2009 ، كانت تعيش مع لاعب الهوكي ياروسلاف بيدنا ، الذي أنجبته ابنة دينيسا في سبتمبر 2010 وتزوجته في عيد ميلادها السابع والعشرين (في عام 2013).